# Chaplin obchodním příručím
Chaplin obchodním příručím (anglicky The Floorwalker) je americký němý film z roku 1916. Snímek režíroval Charlie Chaplin a sám si zahrál i hlavní roli Tuláka, který je shodou náhod považován za zaměstnance obchodního domu.
Ve filmu se poprvé na plátně objevil eskalátor, který byl v té době technickou novinkou. Chaplin byl při pobytu v New Yorku náhodným svědkem, jak neznámý muž spadl z pojízdných schodů v nádražní hale. Tato příhoda mu vnukla nápad použít eskalátor jako hlavní rekvizitu groteskních scének v obchodním domě.

## Děj
Manažer velkého obchodního domu dostane dopis, že bylo odhaleno manko ve výši 80 000 dolarů a že posílají detektiva, aby věc prošetřil. Nechá si zavolat svého zástupce a společně se domlouvají, že z pokladny vezmou i zbytek peněz a zmizí.
Do obchodního domu přichází Tulák a vystavené zboží si nejen prohlíží, ale i hned na místě důkladně zkouší. Prodavač není takovým zákazníkem vůbec nadšen, což vyvrcholí sérií drobných potyček mezi oběma muži. Tulák se při té příležitosti také seznamuje s eskalátorem a zjišťuje, že jízda na něm není tak úplně bez nebezpečí. Nastalého zmatku využívají zloději k nenápadnému přesouvání zboží z regálů do svých tašek. Do obchodu přicházejí detektivové a jeden z nich považuje Tuláka pro jeho výstřednost za pachatele krádeže chybějícího zboží. To opět vede k řadě groteskních honiček.

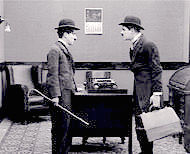
Tulák a zástupce manažera jsou překvapeni vzájemnou podobou

Zástupce manažera obchodu se o lup z pokladny nechce se šéfem dělit, a tak ho v nestřeženém okamžiku omráčí. Tulákovi se podaří uniknout detektivovi a dostává se až do předpokoje manažerovy kanceláře. Zde se setkává se zástupcem, který se chystá k útěku s penězi. Oba na sebe nevěřícně zírají, jsou si totiž velmi podobní - mají stejné vlasy a stejný knírek pod nosem. Po chvíli se zástupce rozhodne nastalé situace využít a navrhuje Tulákovi, aby si vyměnili úlohy. Tulák by měl práci a zástupce by získal dostatek času k úniku s kradenými penězi.
Záměnu skutečně provedou, vymění si oblečení a zástupce si nasadí Tulákovu buřinku. Avšak při pokusu o nenápadný odchod z obchodu je zástupce chycen a zpacifikován detektivem a prodavačem, považují ho za Tuláka. Pravý Tulák jim asistuje a dostane se tak bezpracně ke kufru plnému kradených peněz.
Mezitím se manažer obchodního domu probere z bezvědomí a zjistí, že peníze jsou pryč. Je mu jasné, že je ukradl jeho zástupce. Spěchá do obchodu a narazí na Tuláka v zástupcově oděvu a s kufrem plným peněz. Rozzuřen ho napadne, ale ani jeden z nich nezaznamená, že kufr spadl na eskalátor a odjel. Vše končí hromadnou pranicí, do které se zapletou i přivolaní policisté.

## Herecké obsazení
| Charlie Chaplin  | Tulák                           |
| Eric Campbell    | manažer obchodu                 |
| Edna Purviance   | jeho sekretářka                 |
| Lloyd Bacon      | asistent manažera               |
| Albert Austin    | prodavač                        |
| Tom Nelson       | první detektiv - vysoký muž     |
| Charlotte Mineau | druhý detektiv - elegantní dáma |
| Leo White        | zákazník                        |
| Henry Bergman    | starý muž                       |

## Zvuková verze
V roce 1932 zakoupil filmový producent Amedee J. Van Beuren práva na Chaplinovy komedie studia Mutual za cenu 10 000 dolarů za každou z nich. Opatřil je novou hudbou, kterou složili Gene Rodemich a Winston Sharples, dodal zvukové efekty a znovu vydal prostřednictvím společnosti RKO Pictures. Chaplin nemohl žádnými legálními prostředky tomuto vydání zabránit.